# Думузі-рибалка
Думузі ( d  DUMU.ZI шум. «Істинний син», від DUMU — «дитина, син» + ZI (D), «вірно, істинно») — напівлегендарний правитель шумерського міста Урук, що правив в XXVII столітті до н. е.
З I династії Урука. Спочатку був рибалкою. Його рідним містом було Кубарі (або Шубарі, поселення в околицях Еріду). Відповідає шумерському богу Думузі (вавилонському Тамузу).
Думузі став головним персонажем шумерського «обряду священного шлюбу» і міфу про «вмираючого бога», що глибоко вразив Стародавній світ. Дійсно, жінки Єрусалиму на превеликий жах пророка Єзекіїля все ще оплакували його смерть в VI столітті до н. е. Один з місяців єврейського календаря носить його ім'я і понині, а пост і плач в його сімнадцятий день, безсумнівно, є відлунням шумерських часів в далекому минулому. Чому шумерські теології обрали Думузі головним героєм саме цього обряду та міфу залишається невідомим. Почасти це повинно розумітися тим глибоким враженням, яке Думузі складав за життя і як людина, і як правитель, але поки немає історичних даних, що підтверджували б цю думку.
Зберігся епос «Сходження Інанни в нижній світ», в якому дружина Думузі — богиня Інанна, щоб врятуватися самій, видає його духам пекла. Припускають, що в цьому міфі відбилася боротьба між правителем Думузі і жрецтвом Інанни, в якій Думузі спочатку здобув перемогу, але потім був вигнаний жерцями з міста.
Відповідно до «Царського списку» Думузі нібито правив 100 років.
Також можлива деяка плутанина в ранніх шумерських композиціях між цією фігурою урукського царя і «допотопного» царя міста Бад-Тібіра, який носить також ім'я Думузі (у шумерологів — Думузі-пастух) і нібито того, хто правив, згідно «Царського списку» 36 000 років. Не зовсім ясно, хто з них послужив прообразом бога. Справа в тому, що цар Урука названий у списку рибалкою, а цар Бад-Тібіри, як і Думузі, чоловік Інанни в епосі, названий пастухом. Однак, слід зазначити, що в епосі (наприклад: «Сходження Інанни в нижній світ») місцем проживання Думузі є все ж Урук, а не Бад-Тібіра.
Існує дещо подібний персонаж, а саме король-рибалка, у циклі міфів про короля Артура та лицарів круглого столу.